# Les Malpodades
Les Malpodades és una partida rural formada per camps de conreu del Pallars Jussà situada en el terme municipal de Conca de Dalt, al Pallars Jussà, a l'antic terme d'Aramunt, en l'àmbit del poble d'Aramunt.
Està situada al nord-oest de la vila d'Aramunt, al nord-est de la masia de la Casanova, a la dreta del barranc dels Clops. És a ponent de la Carretera d'Aramunt, al sud-est del Tros d'Ací, al nord-est de l'Abadal i a llevant de Santa Maria d'Horta.
Consta d'unes 10 hectàrees (10,2822) de terres de conreu, amb predomini de les de secà. També hi ha alguns ametllers, algunes parcel·les de vinya, uns quants trossos improductius, pastures i força bosquina.